# ویلیام بنت (بازیکن فوتبال)
ویلیام بنت (انگلیسی: William Bennett؛ زادهٔ) بازیکن فوتبال اهل بریتانیا است.
از باشگاه‌هایی که در آن بازی کرده‌است می‌توان به باشگاه فوتبال چورلی، باشگاه فوتبال نلسون، و باشگاه فوتبال شفیلد یونایتد اشاره کرد.